# Canzoni di casa nostra
Canzoni di casa nostra è un album della cantante italiana Marisa Colomber, pubblicato nel 1981 dalla casa discografica Borgatti.

## Descrizione
È l'unico album della cantante Marisa Colomber.

## Tracce
1. Inutilmente
2. Rocce rosse
3. L'amore è un pizzico
4. Spengo la luce
5. La paloma
6. Au revoir a Paris
7. Ti credo
8. L'unica speranza
9. Pensami
10. La fata del Far west
11. Sei meravigliosa
12. Que serà que serà